# Demetrio Paredes
Demetrio Paredes (1830–1898) byl kolumbijský umělec a fotograf. Byl synem Victoriana de Diego Paredese, proslulého diplomata a pedagoga 19. století. Paredes začal svou kariéru ve fotografii v roce 1855 a stal se jedním z nejvýznamnějších kolumbijských fotografů své doby. Kromě fotografování byl Paredes také novinářem, ředitelem Školy výtvarných umění, vojákem, profesorem, uměleckým kritikem a kreslířem. Paredes vstoupil do fotografie prostřednictvím malby a byl průkopníkem ve využití fotografie pro politické účely. Dvě z jeho nejpozoruhodnějších děl jsou zprávy o Bolívarově divadle a Bolívarově parku pořízené z katedrály. Paredes byl také jedním z tvůrců Papel Periódico Ilustrado, publikace, která dokázala vytvořit v dějinách kolumbijského umění nevídanou komunitu osobností, jako jsou Alberto Urdaneta, Paredes a Racines.

## Hlavní díla
Demetrio Paredes je považován za jednoho z nejvýznamnějších fotografů a mnohostranných umělců v historii Kolumbie. Jeho dílo se vyznačuje společenskou a politickou angažovaností a také technickou a estetickou kvalitou. Nachází se v soukromých i veřejných sbírkách v Kolumbii a dalších zemích.
Níže jsou uvedeny některé z jeho hlavních fotografických děl:
- Zprávy o divadle Bolívar a parku Bolívar pořízené z katedrály. 
  - Tato zpráva dokumentuje stavbu Teatro Bolívar v Bogotě, jednoho z nejvýznamnějších architektonických děl v zemi. Paredes zachytil různé momenty výstavby, od začátku díla až po inauguraci divadla. Fotografie ukazuje panoramatický pohled na Bolívarův park v Bogotě, jeden z nejreprezentativnějších veřejných prostranství ve městě. Paredes používá zvýšenou perspektivu k vytvoření obrazu velkého vizuálního dopadu.
- Demonstrace pracujících
  - Fotografie dokumentuje demonstraci dělníků v Bogotě. Paredes zachytil nejvypjatější moment protestu, kdy se demonstranti střetli s policií. Fotografie je příkladem Paredesova sociálního závazku vůči právům pracujících.
- Procesí Božího těla
  - Fotografie ukazuje náboženské procesí v Bogotě. Paredes využívá přirozené světlo a vyváženou kompozici k vytvoření obrazu velké estetické krásy.
- Portrét Fidela Cana
  - Portrét ukazuje novináře a politika Fidela Cana, jednu z nejvlivnějších postav v historii Kolumbie. Paredes používá měkké světlo a přímý pohled k vytvoření portrétu s velkou výrazovou silou.

Kromě těchto prací vytvořil Paredes také sérii fotografií krajin, portrétů a scén každodenního života, jako jsou:
- Námořní scény.
- Fotografie pro politické účely.[3]
- Pozvánky s dobovými postavami a jejich rodinami.
- Umělecká díla. [4]

Na druhé straně existují díla spisovatele Enriqua Serrana a kolumbijské historičky Pilar Moreny de Ángelové, kde vystavují něco málo z Paredesových děl.
Enrique Serrano  ve své knize  "Historia de la fotografía en Colombia", poukazuje na to, že Paredesova díla „jsou důležitým svědectvím o historii a kultuře Kolumbie“. Serrano vyzdvihuje technickou kvalitu Paredesových fotografií a také jeho schopnost zachytit podstatu momentů, které zobrazuje.
Pilar Moreno de Ángelová,  ve své knize Demetrio Paredes: un fotógrafo en la historia de Colombia, poukazuje na to, že Paredes byl „průkopníkem ve využívání fotografie jako nástroje společenského odsouzení“. Moreno i Serrano zdůrazňují důležitost Paredesových fotografií pro pochopení historie Kolumbie.

## Bankovka Spojených států Kolumbie
Na bankovkách 19. století se nachází jasný příklad toho, jakým způsobem kolumbijské elity, po získání nezávislosti na Španělsku, a účastnící se nové ekonomické a sociální situace v svobodné zemi, vytvářely novou image a šířily ji prostřednictvím papírové měny. Modely byly inspirovány Evropou, ale místní obrazy z žánru kostumbristického umění byly tištěny národními litografiemi na bankovkách Generální pokladny a soukromých bankách různých států během federálního období. Tento typ obrazů zmizel, když vláda Rafaela Núňeze nařídila monopol státní emise během centralistického režimu Regenerace. Během této doby Generální pokladna, banky jednotlivých států a soukromé banky vytvářely různé emise, zejména poslední zmíněné banky, které měly právo vydávat vlastní měnu a tím přispěly k pohybu měny v každém z regionů země.
Tato litografie od Demetria Paredese byla vytvořena v roce 1863 a byla umístěna na adrese Tundama, 81, v Bogotě. Paredes přispěl k modernizaci litografie v Kolumbii, když přivezl stroje a pracovníky z Německa, díky čemuž z jeho dílny vycházely nejlepší tištěné bankovky 19. století v Kolumbii. Tiskl bankovky, směnky a další cenné papíry pro vládu (dluhopisy, bezúročné vouchery a zahraniční úvěrové dokumenty), Národní banku a soukromé instituce. Během éry svobodného bankovnictví (zákon č. 35 z roku 1865 Spojených států Kolumbie), kdy banky neměly dostatek prostředků na výrobu svých bankovek v zahraničí, Paredes přijal velké množství zakázek a prakticky monopolizoval tisk bankovek v zemi. Kromě toho Paredes tiskl mnoho cenných papírů pro národní vládu, zejména směnky na výstavbu železnic, dluhopisy a velké množství speciální papírové dokumentace pro banky a jednotlivce, stejně jako známky jako například ty z Hacienda Lagunilla.

## Galerie

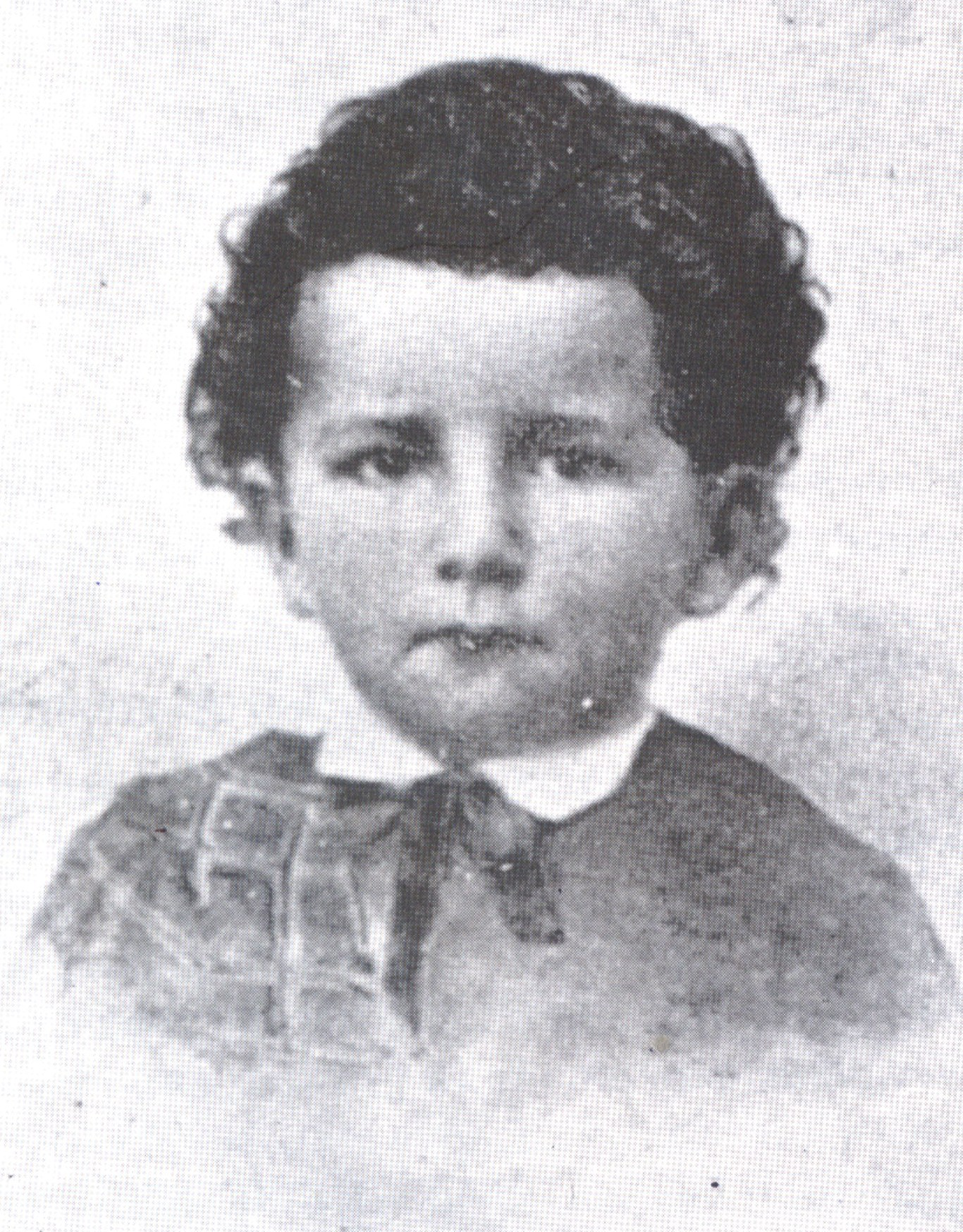
José Asunción Silva, 4 roky
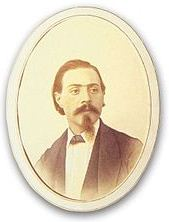
Oreste Sindici
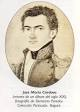
José María Córdova
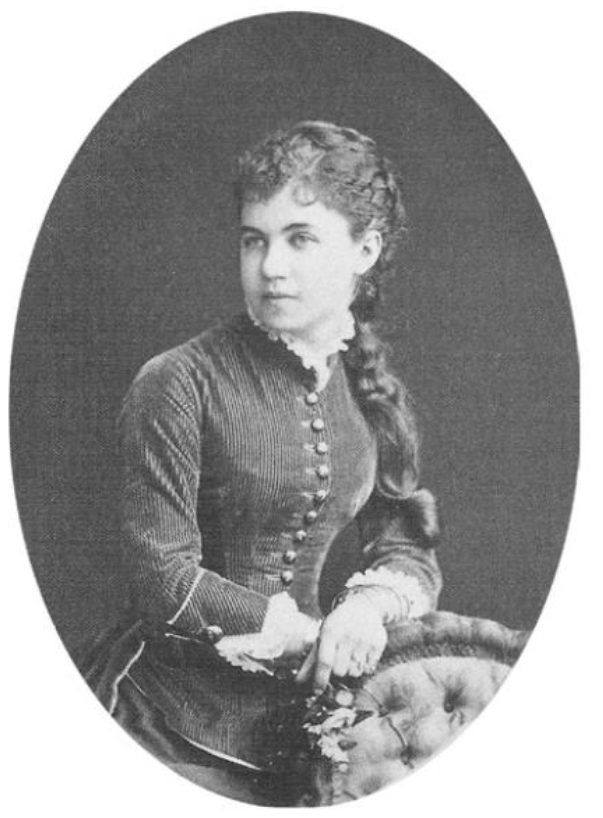
Teresa Tanco Cordovez de Herrera